# Агаев, Фаик Балага оглы
Фа́ик Балага́ оглы́ Ага́ев (азерб. Faiq Ağayev; род. 29 декабря 1971, Баку, Азербайджанская ССР, СССР) — советский и азербайджанский эстрадный певец, Народный артист Азербайджана (2008).
На профессиональной сцене с 1988 года.

## Биография
Родился 29 декабря 1971 года в Баку.
Дебютировал на музыкальном конкурсе «Бакинская осень ’88», став дипломантом I степени, затем стал победителем Республиканского конкурса «Золотая осень ’89», Международного конкурса «Витебск ’90», Международного конкурса телевизионной песни «Ялта ’92» (дипломант).
В 1993 году с отличием окончил Азербайджанский Государственный Университет Культуры и Искусств по специальности «актёр музыкального театра». После этого стал победителем Международного конкурса ретро-песен имени Клавдии Шульженко «Харьков ’95» и конкурса «Золотой Шлягер» — Могилёв ’96.
С 1996 года Фаик Агаев стал солистом Азербайджанского Государственного Телевидения и Радио.
В 2012-2013 годах он был солистом Азербайджанского Государственного Театра Мугама.
В 1995 году выходит первый альбом певца «Ola bilməz» (Не может быть). Затем в 1996 году «Səni əvəz eləmir» (Ничто не заменит тебя), в 1998 году «Vəfasızım» (Неверная моя), в 2000 году «Faiq Ağayev — Seçmələr» (Фаик Агаев — Избранное), в 2000 году «Minilliyin sonu» (Конец Тысячелетия), в 2004 году «Tam məxfi» (Совершенно секретно) и в 2006 году «Faiq Ağayev — Albom kolleksiyası» (Фаик Агаев — Коллекция альбомов).
В 1998 году стал лауреатом премии «Humay» в номинации «Концерт Года» за трёхдневный соло концерт «10 il Sizinlə» (10 лет с Вами), в 1999 году обладателем премии «Grand» в номинации «Певец года» и премии «Humay» в номинации «Клип Года» за клип «Dəşti».
28 октября 2000 года Указом Президента Азербайджанской Республики Гейдара Алиева был удостоен почётного звания «Заслуженный артист Азербайджана».
В 2000 году становится лауреатом национальной премии «Qızıl Mikrofon» (Золотой микрофон) в номинации «Певец года», а в 2001 году обладателем национальной премии «Grand» сразу в 3-х номинациях: «Певец года», «Концерт года» («Əsrin və Minilliyin son konserti» — Последний концерт века и Тысячелетия) и «Альбом года» («Minilliyin sonu» — Конец Тысячелетия).
9-13 января 2007 года, дав пятидневный юбилейный концерт «FAetirAF» на центральной концертной площадке страны во Дворце Гейдара Алиева, стал абсолютным рекордсменом в истории Азербайджанского шоу-бизнеса.
17 сентября 2008 года Указом Президента Азербайджанской Республики Ильхама Алиева удостаивается почётного звания «Народный артист Азербайджана».
27-30 декабря 2012 года Фаик Агаев провёл во Дворце Гейдара Алиева 4-дневный аншлаговый сольный концерт «VIDA».
Завоевавший среди поклонников звание «Мистер Золотой Шлягер» Фаик Агаев дал более 300 сольных концертов.
В 2013, 2015 и 2018 годах был членом Азербайджанского национального жюри международного конкурса «Евровидение». В 2019 году объявлял итоги голосования национального жюри Азербайджана в прямом эфире песенного конкурса «Евровидение».
В 2015 году был наставником национальной версии лицензионного телешоу «The Voice» — «Голос Азербайджан» («Səs Azərbaycan»), транслировавшемся на канале AzTV.08.10.2021
В 2023 году выступил одним из жюри в музыкальном песенном телешоу «Маска».